# Manolo Gabbiadini
Manolo Gabbiadini (Calcinate, 26 novembre 1991) è un calciatore italiano, attaccante dell'Al-Nasr.

## Biografia
È il fratello minore di Melania, ex calciatrice, fra le maggiori esponenti della nazionale femminile italiana.

## Caratteristiche tecniche
Nasce come prima punta, ma può ricoprire anche il ruolo di seconda punta o di esterno offensivo destro. Dotato di un sinistro potente e preciso, è molto abile nei calci da fermo.

## Carriera

### Club

#### Atalanta e Cittadella
Bergamasco, cresciuto nelle giovanili del Bolgare e successivamente in quelle dell'Atalanta, viene dato in prestito prima al Palazzolo (nella stagione 2006-2007) e poi al Montichiari (2007-2008) prima di tornare a Bergamo, dove esordirà in Serie A con la maglia neroazzurra il 14 marzo 2010, all'età di 18 anni e quattro mesi, subentrando nella ripresa a Simone Tiribocchi nel match perso per 1-0 contro il Parma. Successivamente gioca una seconda partita, chiudendo la sua stagione di esordio tra i professionisti con 2 presenze senza reti.
Il 9 luglio 2010 viene ufficializzato il suo passaggio con la formula della compartecipazione al Cittadella in Serie B, insieme al compagno Daniele Gasparetto nello scambio che ha portato a Bergamo l'attaccante Matteo Ardemagni. Esordisce con la nuova maglia il 14 agosto, nell'incontro di Coppa Italia contro il Verona valido per il Secondo Turno (vittoria per 2 a 0 per i granata). In campionato l'esordio avviene alla prima giornata contro il Portogruaro (sconfitta per 2 a 0). Il 29 novembre 2010 realizza la sua prima rete tra i professionisti nell'incontro pareggiato con il Modena allo Stadio Alberto Braglia.
Durante la stagione con il club veneto colleziona 27 presenze in campionato, condite da 5 gol. Viene anche scelto, insieme ad altri 32 calciatori, da Sky per un torneo a votazione per decretare il miglior giovane della Serie B 2010-2011.

#### Ritorno all'Atalanta, Bologna
Dopo la stagione in Serie B al Cittadella, viene riscattato interamente dall'Atalanta in cambio dell'altra metà del cartellino di Daniele Gasparetto più conguaglio economico. Nonostante le sue buone prestazioni destino l'attenzione di numerosi club italiani e soprattutto europei (su tutti l'Amburgo), è il suo stesso agente, Silvio Pagliari, ad affermare che l'Atalanta intende puntare forte su di lui. Viene quindi aggregato alla rosa orobica per la stagione 2011-2012
Il 21 agosto, alla prima gara stagionale, segna la sua prima rete in maglia nerazzurra siglando il gol del momentaneo pareggio nel match valido per il terzo turno di Coppa Italia contro il Gubbio (la partita finirà 4-3 per gli umbri). Il 25 marzo 2012, a 20 anni, realizza il suo primo gol in Serie A nella partita contro il Bologna (2-0) disputata a Bergamo.
Il 24 agosto 2012 viene acquistato in compartecipazione dalla Juventus per 5,5 milioni di euro, venendo poi girato in prestito gratuito al Bologna fino a giugno 2013. Il 18 novembre 2012 segna il suo primo gol con la maglia del Bologna nella partita Bologna-Palermo. Al termine della stagione viene rinnovata la comproprietà tra Atalanta e Juventus. Il prestito del giocatore giunge poi alla scadenza.

#### Sampdoria
Il 9 luglio 2013 la Juventus comunica di aver risolto a proprio favore l'accordo di partecipazione con l'Atalanta, per la cifra di 5,5 milioni di euro pagabili in 3 anni, cedendolo alla Sampdoria in comproprietà per la somma di 5,5 milioni di euro pagabili in 3 anni. Fa il suo esordio il 17 agosto contro il Benevento, gara valevole per il 3º turno di Coppa Italia, realizzando una doppietta che permette ai blucerchiati di battere i campani per 2 a 0. Il 1º settembre realizza la sua prima rete in campionato contro il Bologna, fissando il risultato finale sul 2-2. Si rende protagonista di una buona stagione che gli permette di segnare 10 reti complessive tra campionato e Coppa Italia nelle 35 presenze totali.
Il 19 giugno 2014 la Sampdoria comunica di aver rinnovato con la Juventus l'accordo di partecipazione relativo al calciatore.
Nella stagione successiva fa il suo esordio il 24 agosto 2014 contro il Como, gara valevole per il terzo turno di Coppa Italia segnando nuovamente al debutto; il match termina con un successo dei blucerchiati per 4 a 1. Il 14 settembre seguente apre le marcature dell'incontro Sampdoria-Torino, vinto dai padroni di casa per 2-0. Il 28 settembre, una sua rete su calcio di punizione decide il Derby della Lanterna, visto il risultato finale di 1 a 0 a favore della Sampdoria. Il 14 dicembre realizza la rete del definitivo 1-1 in Juventus-Sampdoria, risultato che conclude la striscia di vittorie consecutive in casa in Serie A dei bianconeri. Il 21 dicembre seguente realizza il suo ultimo gol in maglia blucerchiata, il definitivo 2-2 in Sampdoria-Udinese.

#### Napoli

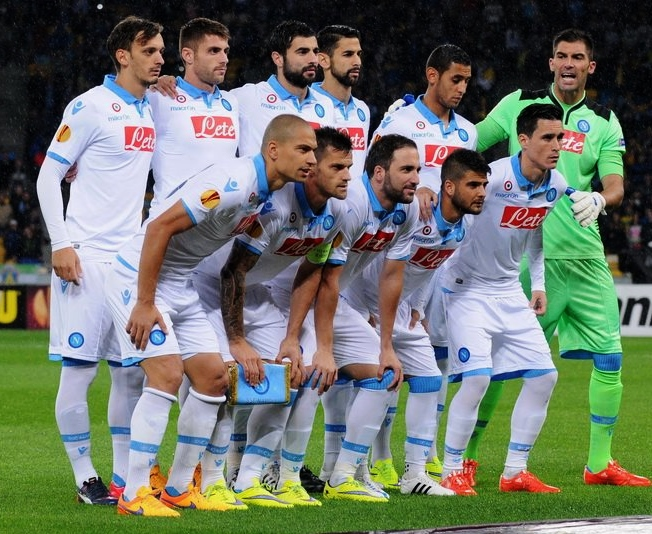
Gabbiadini (in piedi, primo da sinistra) al Napoli nel 2015

Il 5 gennaio 2015, a 23 anni, viene acquistato a titolo definitivo dal Napoli per 12,5 milioni di euro ed esordisce alla prima partita utile, l'11 gennaio seguente, al 73' in Napoli-Juventus, terminata col punteggio di 1-3.
Il 1º febbraio 2015 realizza la sua prima rete in campionato con la nuova maglia, fissando il risultato finale nella vittoria 1-2 in trasferta contro il Chievo. Va a segno anche nelle due giornate successive nella vittoria in casa contro l'Udinese (3-1) e nella sconfitta in trasferta contro il Palermo (3-1). Il 19 febbraio esordisce nelle coppe europee, nella partita di andata dei sedicesimi di Europa League vinta 4-0 dai partenopei in casa del Trabzonspor, bagnando il suo debutto con una rete. Il 4 marzo segna il definitivo 1-1 contro la Lazio nella semifinale di andata di Coppa Italia. Il 26 aprile va a segno contro la sua ex-squadra, la Sampdoria, fissando il temporaneo 1-1 della gara (4-2 nel finale per i partenopei). Il 3 maggio sigla il definitivo 3-0 contro il Milan in campionato. Seguiranno altre due marcature, contro il Parma e il Cesena.
Nella stagione seguente, con il nuovo allenatore Sarri, realizza il suo primo gol stagionale il 20 settembre 2015 nella partita contro la Lazio. Il 22 ottobre sigla i suoi primi gol in Europa League grazie ad una doppietta nella larga vittoria esterna del Napoli contro i danesi del Midtjylland (1-4). Sempre contro i danesi, due settimane dopo, il 5 novembre, in occasione della gara di ritorno, il giocatore mette a segno un'altra doppietta che contribuisce alla vittoria finale per 5-0 del Napoli. Il 10 gennaio 2016 torna al gol con un tiro a giro sotto all'incrocio dei pali nella vittoria per 5-1 contro il Frosinone. Il 10 aprile 2016 segna il primo gol del vantaggio nella partita contro il Verona dopo una lunga astinenza e assenza dal campo. Il 19 aprile 2016 segna la sua prima doppietta in Serie A nella vittoria per 6-0 contro il Bologna.
Il 13 settembre 2016 fa il suo debutto assoluto in Champions League subentrando ad Arkadiusz Milik nel corso della sfida vinta 2-1 sul campo della Dinamo Kiev. Il 24 settembre, poi, segna la sua prima rete stagionale nell'incontro di Serie A al San Paolo contro il Chievo (2-0). In questo stesso anno segna la sua prima rete in Champions, con un calcio di rigore, nella partita casalinga contro il Besiktas, conclusasi con una vittoria della squadra turca per 3-2

#### Southampton
Il 31 gennaio 2017 si trasferisce a titolo definitivo per 17 milioni di euro al Southampton, in Premier League, firmando un contratto di tre anni e mezzo. Esordisce il 4 febbraio con la maglia dei Saints nella partita contro il West Ham Utd persa per 1-3, realizzando inoltre la sua prima rete in Premier League. L'11 febbraio invece segna la sua prima doppietta in Inghilterra nella vittoria per 4-0 contro il Sunderland. Il 26 febbraio fa il suo debutto nella English Football League Cup 2016-2017 nella finale persa 3-2 contro il Manchester United, nella quale realizza un'altra doppietta. Il 10 marzo viene insignito del PFA Fans' Player of the Month, venendo eletto miglior giocatore del mese di febbraio, davanti ad Harry Kane e Romelu Lukaku. Chiude la sua prima stagione in Premier League con un bottino di 11 presenze e 4 reti, più la citata doppietta nella finale di League Cup. L'anno seguente segna 5 gol in 33 partite ufficiali mentre nel 2018-2019 segna solo una volta in 14 apparizioni per un totale di 58 presenze e 12 gol messi insieme con la squadra inglese in due anni.

#### Ritorno alla Sampdoria
L'11 gennaio 2019 ritorna alla Sampdoria per circa 12 milioni di euro. Debutta il 20 gennaio dello stesso anno nella partita pareggiata 3-3 in casa della Fiorentina subentrando a Jakub Jankto. Il 26 gennaio seguente, subentra al 74' a Grégoire Defrel, siglando la rete del definitivo 4-0 in favore dei blucerchiati contro l'Udinese. Il 14 dicembre 2019, una sua rete decide per la seconda volta il derby della Lanterna, visto il risultato finale di 1-0 per la Samp. Va a segno anche nel derby di ritorno, posticipato al 22 luglio per la pandemia di COVID-19, ma in questo caso la sua marcatura non è sufficiente ad evitare la sconfitta dei blucerchiati; segna poi un altro gol nel derby nella vittoria per 1-3 del 10 dicembre 2021. Il 6 febbraio 2022 contro il Sassuolo riporta la lesione del legamento crociato anteriore del ginocchio sinistro per il quale verrà operato a Bologna la settimana seguente terminando anzitempo la stagione. Conclude la sua seconda esperienza con la maglia doriana dopo aver raccolto 119 presenze e 31 gol in campionato (176 presenze e 52 reti in tutto), culminata con la retrocessione dalla squadra ligure in Serie B.

#### Al-Nasr
Il 30 luglio 2023, viene ingaggiato a titolo gratuito dall'Al-Nasr, club della massima serie emiratina con cui firma un contratto triennale.

### Nazionale

#### Giovanili
Nell'aprile del 2009 è stato convocato per la prima volta a vestire la maglia azzurra, per la precisione quella della nazionale Under-18, senza tuttavia mai scendere in campo con questa categoria (viene convocato anche la volta successiva).
Ha giocato tre partite con la nazionale Under-20, segnando 2 gol.
Il 17 novembre 2010 ha esordito con la nazionale Under-21 nella partita amichevole Italia-Turchia (2-1) disputata a Fermo. Il 29 marzo 2011 realizza il suo primo gol con l'Under-21 nella partita amichevole contro la Germania (2-2). Ha preso parte al Torneo di Tolone 2011, dove ha realizzato 2 reti. Il 6 settembre 2011, in occasione della prima partita di qualificazione agli Europei Under-21 del 2013, realizza una doppietta contro l'Ungheria. La partita finirà poi 3-0 per gli Azzurrini. Il 6 ottobre 2011 realizza 3 gol nella partita vinta 7 a 2 contro il Liechtenstein.
Partecipa all'Europeo Under-21 nel 2013. L'8 giugno 2013 firma una doppietta nella vittoria per 4-0 dell'Italia Under-21 contro Israele, risultando decisivo per la qualificazione degli azzurrini alle semifinali.

#### Maggiore
Il 10 agosto 2012 viene convocato per la prima volta in nazionale maggiore dal CT Cesare Prandelli. Esordisce il 15 agosto 2012, a 20 anni, entrando nel secondo tempo della partita amichevole Italia-Inghilterra (1-2) disputata allo Stade de Suisse di Berna.
Tre anni dopo, durante la gestione di Antonio Conte, esordisce dal primo minuto nel match contro Malta del 3 settembre 2015, e il 17 novembre seguente realizza la prima rete in azzurro nell'amichevole contro la Romania.
L'11 giugno 2017, sotto la guida del C.T. Gian Piero Ventura, realizza il gol del definitivo 5-0 nel match contro il Liechtenstein, valido per le qualificazioni al Mondiale 2018.
Il 20 settembre 2022 torna tra i convocati dopo cinque anni di assenza, in sostituzione dell'infortunato Matteo Politano.. Il 23 settembre subentra all'81º minuto nella gara vinta 1-0 contro l'Inghilterra.

## Statistiche

### Presenze e reti nei club
Statistiche aggiornate al 1 aprile 2025.
| Stagione           | Squadra            | Campionato         | Campionato | Campionato | Coppa nazionali | Coppa nazionali | Coppa nazionali | Coppe continentali | Coppe continentali | Coppe continentali | Altre coppe | Altre coppe | Altre coppe | Totale | Totale |
| Stagione           | Squadra            | Comp               | Pres       | Reti       | Comp            | Pres            | Reti            | Comp               | Pres               | Reti               | Comp        | Pres        | Reti        | Pres   | Reti   |
| ------------------ | ------------------ | ------------------ | ---------- | ---------- | --------------- | --------------- | --------------- | ------------------ | ------------------ | ------------------ | ----------- | ----------- | ----------- | ------ | ------ |
| 2009-2010          | Atalanta           | A                  | 2          | 0          | CI              | 0               | 0               | -                  | -                  | -                  | -           | -           | -           | 2      | 0      |
| 2010-2011          | Cittadella         | B                  | 27         | 5          | CI              | 2               | 0               | -                  | -                  | -                  | -           | -           | -           | 29     | 5      |
| 2011-2012          | Atalanta           | A                  | 23         | 1          | CI              | 1               | 1               | -                  | -                  | -                  | -           | -           | -           | 24     | 2      |
| Totale Atalanta    | Totale Atalanta    | Totale Atalanta    | 25         | 1          |                 | 1               | 1               |                    | -                  | -                  |             | -           | -           | 26     | 2      |
| 2012-2013          | Bologna            | A                  | 30         | 6          | CI              | 1               | 1               | -                  | -                  | -                  | -           | -           | -           | 31     | 7      |
| 2013-2014          | Sampdoria          | A                  | 34         | 8          | CI              | 1               | 2               | -                  | -                  | -                  | -           | -           | -           | 35     | 10     |
| 2014-gen. 2015     | Sampdoria          | A                  | 13         | 7          | CI              | 2               | 2               | -                  | -                  | -                  | -           | -           | -           | 15     | 9      |
| gen.-giu. 2015     | Napoli             | A                  | 20         | 8          | CI              | 4               | 1               | UEL                | 6                  | 2                  | -           | -           | -           | 30     | 11     |
| 2015-2016          | Napoli             | A                  | 23         | 5          | CI              | 1               | 0               | UEL                | 6                  | 4                  | -           | -           | -           | 30     | 9      |
| 2016-gen. 2017     | Napoli             | A                  | 13         | 3          | CI              | 1               | 1               | UCL                | 5                  | 1                  | -           | -           | -           | 19     | 5      |
| Totale Napoli      | Totale Napoli      | Totale Napoli      | 56         | 16         |                 | 6               | 2               |                    | 17                 | 7                  |             | -           | -           | 79     | 25     |
| gen.-giu. 2017     | Southampton        | PL                 | 11         | 4          | FACup+CdL       | 0+1             | 2               | -                  | -                  | -                  | -           | -           | -           | 12     | 6      |
| 2017-2018          | Southampton        | PL                 | 28         | 5          | FACup+CdL       | 4+1             | 0               | -                  | -                  | -                  | -           | -           | -           | 33     | 5      |
| 2018-gen. 2019     | Southampton        | PL                 | 12         | 1          | FACup+CdL       | 0+3             | 0               | -                  | -                  | -                  | -           | -           | -           | 15     | 1      |
| Totale Southampton | Totale Southampton | Totale Southampton | 51         | 10         |                 | 9               | 2               |                    | -                  | -                  |             | -           | -           | 60     | 12     |
| gen.-giu. 2019     | Sampdoria          | A                  | 18         | 4          | CI              | 0               | 0               | -                  | -                  | -                  | -           | -           | -           | 18     | 4      |
| 2019-2020          | Sampdoria          | A                  | 33         | 11         | CI              | 2               | 1               | -                  | -                  | -                  | -           | -           | -           | 35     | 12     |
| 2020-2021          | Sampdoria          | A                  | 16         | 3          | CI              | 1               | 0               | -                  | -                  | -                  | -           | -           | -           | 17     | 3      |
| 2021-2022          | Sampdoria          | A                  | 18         | 6          | CI              | 3               | 1               | -                  | -                  | -                  | -           | -           | -           | 21     | 7      |
| 2022-2023          | Sampdoria          | A                  | 34         | 7          | CI              | 1               | 0               | -                  | -                  | -                  | -           | -           | -           | 35     | 7      |
| Totale Sampdoria   | Totale Sampdoria   | Totale Sampdoria   | 166        | 46         |                 | 10              | 6               |                    | -                  | -                  |             | -           | -           | 176    | 52     |
| 2023-2024          | Al-Nasr            | UEPL               | 22         | 11         | ELC+EPC         | 3+3             | 3+0             | -                  | -                  | -                  | -           | -           | -           | 28     | 14     |
| 2024-2025          | Al-Nasr            | UEPL               | 11         | 3          | ELC+EPC         | 2+1             | 0+0             | -                  | -                  | -                  | GCC+QESC    | 3+1         | 0+1         | 18     | 4      |
| Totale carriera    | Totale carriera    | Totale carriera    | 384        | 93         |                 | 35              | 15              |                    | 17                 | 7                  |             | -           | -           | 435    | 116    |

### Cronologia presenze e reti in nazionale
| Cronologia completa delle presenze e delle reti in nazionale ― Italia | Cronologia completa delle presenze e delle reti in nazionale ― Italia | Cronologia completa delle presenze e delle reti in nazionale ― Italia | Cronologia completa delle presenze e delle reti in nazionale ― Italia | Cronologia completa delle presenze e delle reti in nazionale ― Italia | Cronologia completa delle presenze e delle reti in nazionale ― Italia | Cronologia completa delle presenze e delle reti in nazionale ― Italia | Cronologia completa delle presenze e delle reti in nazionale ― Italia |
| Data                                                                  | Città                                                                 | In casa                                                               | Risultato                                                             | Ospiti                                                                | Competizione                                                          | Reti                                                                  | Note                                                                  |
| --------------------------------------------------------------------- | --------------------------------------------------------------------- | --------------------------------------------------------------------- | --------------------------------------------------------------------- | --------------------------------------------------------------------- | --------------------------------------------------------------------- | --------------------------------------------------------------------- | --------------------------------------------------------------------- |
| 15-8-2012                                                             | Berna                                                                 | Italia                                                                | 1 – 2                                                                 | Inghilterra                                                           | Amichevole                                                            | -                                                                     | 59’                                                                   |
| 18-11-2014                                                            | Genova                                                                | Italia                                                                | 1 – 0                                                                 | Albania                                                               | Amichevole                                                            | -                                                                     | 77’                                                                   |
| 28-3-2015                                                             | Sofia                                                                 | Bulgaria                                                              | 2 – 2                                                                 | Italia                                                                | Qual. Euro 2016                                                       | -                                                                     | 77’                                                                   |
| 16-6-2015                                                             | Ginevra                                                               | Italia                                                                | 0 – 1                                                                 | Portogallo                                                            | Amichevole                                                            | -                                                                     | 65’                                                                   |
| 3-9-2015                                                              | Firenze                                                               | Italia                                                                | 1 – 0                                                                 | Malta                                                                 | Qual. Euro 2016                                                       | -                                                                     | 64’                                                                   |
| 17-11-2015                                                            | Bologna                                                               | Italia                                                                | 2 – 2                                                                 | Romania                                                               | Amichevole                                                            | 1                                                                     | 60’                                                                   |
| 7-6-2017                                                              | Nizza                                                                 | Italia                                                                | 3 – 0                                                                 | Uruguay                                                               | Amichevole                                                            | -                                                                     | 82’                                                                   |
| 11-6-2017                                                             | Udine                                                                 | Italia                                                                | 5 – 0                                                                 | Liechtenstein                                                         | Qual. Mondiali 2018                                                   | 1                                                                     | 75’                                                                   |
| 2-9-2017                                                              | Madrid                                                                | Spagna                                                                | 3 – 0                                                                 | Italia                                                                | Qual. Mondiali 2018                                                   | -                                                                     | 78’                                                                   |
| 9-10-2017                                                             | Scutari                                                               | Albania                                                               | 0 – 1                                                                 | Italia                                                                | Qual. Mondiali 2018                                                   | -                                                                     | 89’                                                                   |
| 13-11-2017                                                            | Milano                                                                | Italia                                                                | 0 – 0                                                                 | Svezia                                                                | Qual. Mondiali 2018                                                   | -                                                                     | 63’                                                                   |
| 23-9-2022                                                             | Milano                                                                | Italia                                                                | 1 – 0                                                                 | Inghilterra                                                           | UEFA Nations League 2022-2023 - 1º turno                              | -                                                                     | 81’                                                                   |
| 26-9-2022                                                             | Budapest                                                              | Ungheria                                                              | 0 – 2                                                                 | Italia                                                                | UEFA Nations League 2022-2023 - 1º turno                              | -                                                                     | 65’                                                                   |
| Totale                                                                |                                                                       | Presenze                                                              | 13                                                                    |                                                                       | Reti                                                                  | 2                                                                     |                                                                       |

| Cronologia completa delle presenze e delle reti in nazionale ― Italia under 21 | Cronologia completa delle presenze e delle reti in nazionale ― Italia under 21 | Cronologia completa delle presenze e delle reti in nazionale ― Italia under 21 | Cronologia completa delle presenze e delle reti in nazionale ― Italia under 21 | Cronologia completa delle presenze e delle reti in nazionale ― Italia under 21 | Cronologia completa delle presenze e delle reti in nazionale ― Italia under 21 | Cronologia completa delle presenze e delle reti in nazionale ― Italia under 21 | Cronologia completa delle presenze e delle reti in nazionale ― Italia under 21 |
| Data                                                                           | Città                                                                          | In casa                                                                        | Risultato                                                                      | Ospiti                                                                         | Competizione                                                                   | Reti                                                                           | Note                                                                           |
| ------------------------------------------------------------------------------ | ------------------------------------------------------------------------------ | ------------------------------------------------------------------------------ | ------------------------------------------------------------------------------ | ------------------------------------------------------------------------------ | ------------------------------------------------------------------------------ | ------------------------------------------------------------------------------ | ------------------------------------------------------------------------------ |
| 17-11-2010                                                                     | Fermo                                                                          | Italia under 21                                                                | 2 – 1                                                                          | Turchia under 21                                                               | Amichevole                                                                     | -                                                                              |                                                                                |
| 24-3-2011                                                                      | Reggio Emilia                                                                  | Italia under 21                                                                | 3 – 1                                                                          | Svezia under 21                                                                | Amichevole                                                                     | -                                                                              |                                                                                |
| 29-3-2011                                                                      | Kassel                                                                         | Germania under 21                                                              | 2 – 2                                                                          | Italia under 21                                                                | Amichevole                                                                     | 1                                                                              |                                                                                |
| 13-4-2011                                                                      | Padova                                                                         | Italia under 21                                                                | 2 – 0                                                                          | Russia under 21                                                                | Amichevole                                                                     | 1                                                                              |                                                                                |
| 1-6-2011                                                                       | Tolone                                                                         | Costa d'Avorio under 23                                                        | 0 – 2                                                                          | Italia under 21                                                                | Torneo di Tolone 2011 - 1º turno                                               | 1                                                                              |                                                                                |
| 3-6-2011                                                                       | Saint-Raphaël                                                                  | Italia under 21                                                                | 1 – 1                                                                          | Portogallo under 20                                                            | Torneo di Tolone 2011 - 1º turno                                               | 1                                                                              |                                                                                |
| 8-6-2011                                                                       | Tolone                                                                         | Francia under 20                                                               | 1 – 0                                                                          | Italia under 21                                                                | Torneo di Tolone 2011 - Semifinale                                             | -                                                                              |                                                                                |
| 10-6-2011                                                                      | Tolone                                                                         | Messico under 20                                                               | 1 – 1 (4 – 5 dtr)                                                              | Italia under 21                                                                | Torneo di Tolone 2011 - Finale 3º posto                                        | -                                                                              | [ 61 ]                                                                         |
| 10-8-2011                                                                      | Varese                                                                         | Italia under 21                                                                | 1 – 1                                                                          | Svizzera under 21                                                              | Amichevole                                                                     | -                                                                              |                                                                                |
| 6-9-2011                                                                       | Székesfehérvár                                                                 | Ungheria under 21                                                              | 0 – 3                                                                          | Italia under 21                                                                | Qual. Europeo Under-21 2013                                                    | 2                                                                              |                                                                                |
| 6-10-2011                                                                      | Vaduz                                                                          | Liechtenstein under 21                                                         | 2 – 7                                                                          | Italia under 21                                                                | Qual. Europeo Under-21 2013                                                    | 3                                                                              |                                                                                |
| 11-10-2011                                                                     | Rieti                                                                          | Italia under 21                                                                | 2 – 0                                                                          | Turchia under 21                                                               | Qual. Europeo Under-21 2013                                                    | -                                                                              |                                                                                |
| 15-11-2011                                                                     | Casarano                                                                       | Italia under 21                                                                | 2 – 0                                                                          | Ungheria under 21                                                              | Qual. Europeo Under-21 2013                                                    | 1                                                                              |                                                                                |
| 28-02-2012                                                                     | Cannes                                                                         | Francia under 21                                                               | 1 – 1                                                                          | Italia under 21                                                                | Amichevole                                                                     | -                                                                              |                                                                                |
| 10-9-2012                                                                      | Casarano                                                                       | Italia under 21                                                                | 2 – 4                                                                          | Irlanda under 21                                                               | Qual. Europeo Under-21 2013                                                    | -                                                                              |                                                                                |
| 12-10-2012                                                                     | Pescara                                                                        | Italia under 21                                                                | 1 – 0                                                                          | Svezia under 21                                                                | Qual. Europeo Under-21 2013                                                    | -                                                                              |                                                                                |
| 16-10-2011                                                                     | Kalmar                                                                         | Svezia under 21                                                                | 2 – 3                                                                          | Italia under 21                                                                | Qual. Europeo Under-21 2013                                                    | -                                                                              |                                                                                |
| 13-11-2012                                                                     | Siena                                                                          | Italia under 21                                                                | 1 – 3                                                                          | Spagna under 21                                                                | Amichevole                                                                     | -                                                                              |                                                                                |
| 22-3-2013                                                                      | Cittadella                                                                     | Italia under 21                                                                | 2 – 0                                                                          | Russia under 21                                                                | Amichevole                                                                     | -                                                                              |                                                                                |
| 5-6-2013                                                                       | Tel Aviv                                                                       | Inghilterra under 21                                                           | 0 – 1                                                                          | Italia under 21                                                                | Europeo Under-21 2013 - 1º turno                                               | -                                                                              |                                                                                |
| 8-6-2013                                                                       | Tel Aviv                                                                       | Italia under 21                                                                | 4 – 0                                                                          | Israele under 21                                                               | Europeo Under-21 2013 - 1º turno                                               | 2                                                                              |                                                                                |
| 11-6-2013                                                                      | Tel Aviv                                                                       | Norvegia under 21                                                              | 1 – 1                                                                          | Italia under 21                                                                | Europeo Under-21 2013 - 1º turno                                               | -                                                                              |                                                                                |
| 15-6-2013                                                                      | Petah Tiqwa                                                                    | Italia under 21                                                                | 1 – 0                                                                          | Paesi Bassi under 21                                                           | Europeo Under-21 2013 - Semifinale                                             | -                                                                              |                                                                                |
| 18-6-2013                                                                      | Gerusalemme                                                                    | Italia under 21                                                                | 2 – 4                                                                          | Spagna under 21                                                                | Europeo Under-21 2013 - Finale                                                 | -                                                                              | [ 62 ]                                                                         |
| Totale                                                                         |                                                                                | Presenze                                                                       | 24                                                                             |                                                                                | Reti                                                                           | 12                                                                             |                                                                                |

## Palmarès

### Club
- Qatar-UAE Super Cup: 1

Al-Nasr:2024-2025